# ガーフィールド郡 (ワシントン州)
ガーフィールド郡（英: Garfield County）は、アメリカ合衆国ワシントン州の南東部に位置する郡である。2010年国勢調査での人口は2,266人であり、州内最小の郡である。人口密度も3.2人/平方マイル (1.2 人/km2) で州内最小である。郡庁所在地は郡内唯一の都市であるポメロイ（人口1,425人）である。郡名は第20代アメリカ合衆国大統領ジェームズ・ガーフィールドに因んで名付けられた。
ガーフィールド郡は1881年11月29日にコロンビア郡から分離して設立された。1883年10月27日には、郡南東部が分離してアソティン郡になった。

## 地理
アメリカ合衆国国勢調査局に拠れば、郡域全面積は718平方マイル (1,859.6 km2)であり、このうち陸地は710平方マイル (1,838.9 km2)、水域は8平方マイル (20.7 km2)で水域率は1.06%である。コロンビア川中流域にある広くうねったプレーリーのような地形であるパルースの中にある。

### 特徴的な地形
- スネーク川

### 主要高規格道路
- アメリカ国道12号線
- ワシントン州道127号線

### 隣接する郡
- ウィットマン郡 - 北
- アソティン郡 - 東
- ワローワ郡 (オレゴン州) - 南
- コロンビア郡 - 西

### 国立保護地域
- ユマティラ国立の森（部分）

## 人口動態
以下は2000年の国勢調査による人口統計データである。
| 基礎データ - 人口: 2,397人 - 世帯数: 987 世帯 - 家族数: 670 家族 - 人口密度: 1人/km2（3人/mi2） - 住居数: 1,288軒 - 住居密度: 1軒/km2（2/mi2） 人種別人口構成 - 白人: 96.45% - ネイティブ・アメリカン: 0.38% - アジア人: 0.67% - 太平洋諸島系: 0.04% - その他の人種: 1.38% - 混血: 1.08% - ヒスパニック・ラテン系: 1.96% 先祖による構成 - ドイツ系：28.8% - アメリカ人：17.9% - イギリス系：10.6% - アイルランド系：9.5% 第一言語による構成 - 英語：99.2% 年齢別人口構成 - 18歳未満: 25.9% - 18-24歳: 5.4% - 25-44歳: 21.9% - 45-64歳: 25.9% - 65歳以上: 20.9% - 年齢の中央値: 43歳 - 性比（女性100人あたり男性の人口） - 総人口: 97.9 - 18歳以上: 93.8 | 世帯と家族（対世帯数） - 18歳未満の子供がいる: 28.8% - 結婚・同居している夫婦: 57.0% - 未婚・離婚・死別女性が世帯主: 6.7% - 非家族世帯: 32.1% - 単身世帯: 28.3% - 65歳以上の老人1人暮らし: 14.4% - 平均構成人数 - 世帯: 2.39人 - 家族: 2.93人 収入と家計 - 収入の中央値 - 世帯: 33,398米ドル - 家族: 41,645米ドル - 性別 - 男性: 33,313米ドル - 女性: 22,132米ドル - 人口1人あたり収入: 16,992米ドル - 貧困線以下 - 対人口: 14.2% - 対家族数: 12.0% - 18歳未満: 17.1% - 65歳以上: 10.2% |

## 都市
- ポメロイ - 郡庁所在地

## その他の町
- グールドシティ
- パタハ
- ピング

## 大衆文化の中で
1996年の映画Black Sheepの一部はガーフィールド郡で起こる話だが、撮影は別の場所で行われた。